# Pfefferminzbruch

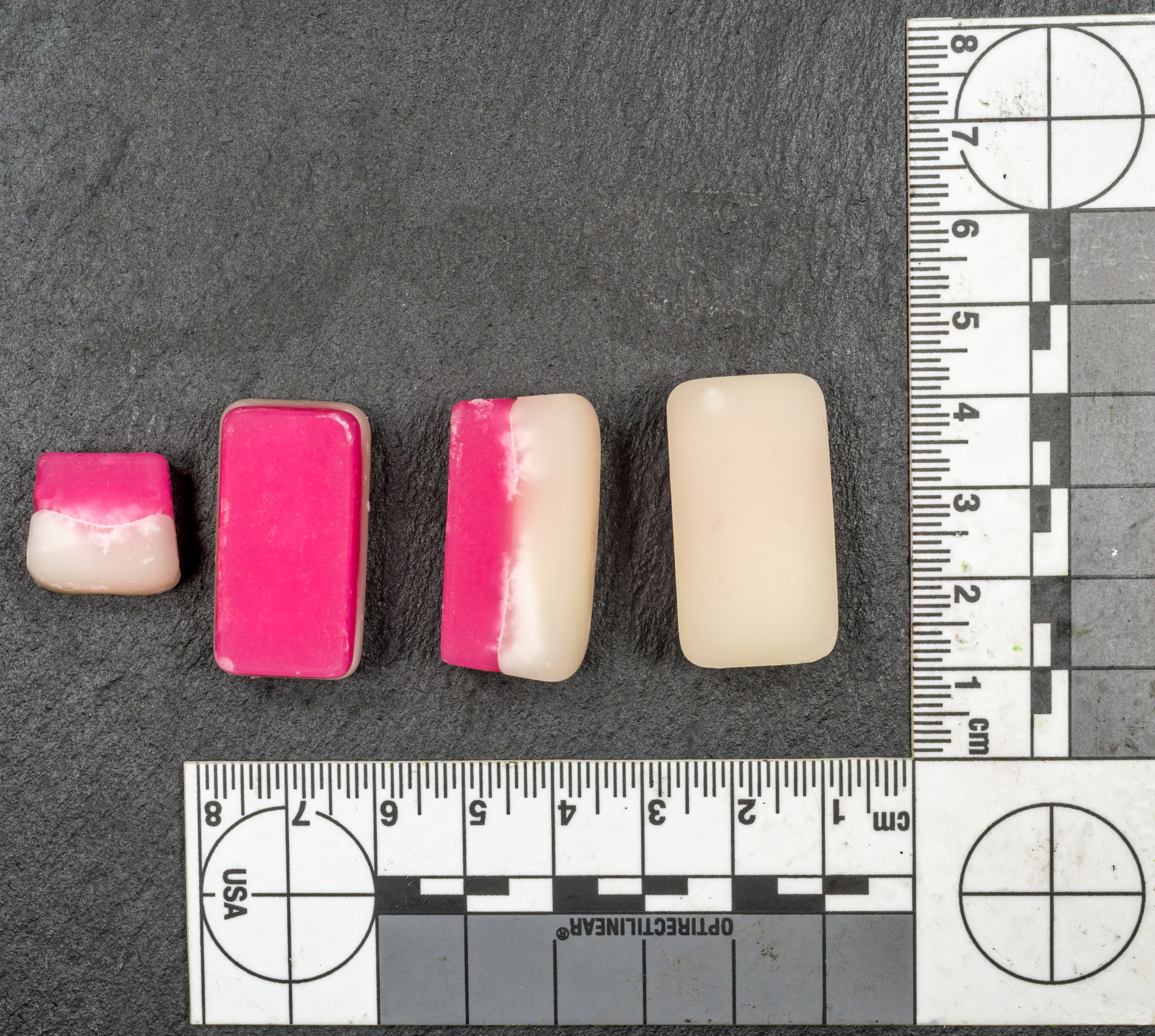
Rot-weißer Pfefferminzbruch

Pfefferminzbruch (auch: Pfefferminz-Bruch) ist eine Zuckerware aus Fondant und Pfefferminzöl. Der rosa-weiß geschichtete Fondant wird entweder als ganze Tafeln oder in Stücke gebrochen als Pfefferminzbruch angeboten. Pfefferminzfondants werden z. T. auch mit Schokoladenglasur hergestellt.
Pfefferminzfondant ist so eine typische Fondantausformung und wird meist im Pudergussverfahren in Platten gegossen. „Fondants“ sind als Bestandteile von Konfektmischungen bekannt, wobei es sich um bissengroße Stücke handelt, die ansprechend dekoriert und entweder kandiert oder glasiert sind (farblos oder ganz oder teilweise mit Schokolade, z.B.als Bremer Kluten).